# Lubiano
Lubiano (en euskera Lubinao) es un concejo del municipio de Vitoria, en la provincia de Álava, País Vasco (España).

## Geografía
El concejo está situado 8,5 km al noreste del centro de Vitoria, en la falda del monte Iturriaga y forma parte de la Zona Rural Este de Vitoria.

## Despoblado
Forma parte del concejo una fracción del despoblado de:
- Doipa.[1]

## Etimología
Aparece recogido como Luviano en el Cartulario de San Millán de 1025, así como en un documento de 1257.

## Historia
El concejo fue una de las 41 aldeas alavesas que en 1332 fueron agregaron a Vitoria por donación del rey Alfonso XI "el Justiciero".
A mediados del siglo XIX, cuando formaba parte del ayuntamiento de Elorriaga, tenía 53 habitantes. Aparece descrito en el décimo tomo del Diccionario geográfico-estadístico-histórico de España y sus posesiones de Ultramar de Pascual Madoz de la siguiente manera:

LUBIANO: l. del ayunt. de Elorriaga, en la prov. de Alava, part. jud. de Vitoria (½ leg.), aud. terr. de Burgos (22), c. g. de las Provincias Vascongadas, y dióc. de Calahorra (22). sit. en una altura; clima saludable, le combaten todos los vientos y se padecen afecciones catarrales. Tiene 16 casas igl. parr. (La Asuncion), servida por un beneficiado perpetuo, con titulo de cura, de patronato del ordinario y del cabildo, cementerio al O., una ermita (San Juan), y para el surtido del vecindario dos fuentes, dentro de la pobl., de aguas comunes y saludables: los niños de este l. concurren á la escuela de Ullibarri Arrazua. El térm. se estiende ½ legua de N. á S. y á igual distancia de E. á O., confina N. Ullibarri Arrazua; E. Mendijur; S. Matauco, y O. Junguitu y otra vez Ullibarri Arrazua; comprendiendo en su circunferencia varios trozos de robledal y algunos arbustos y una deh. de pasto. El terreno es de mediana calidad y le atraviesan varios riach. Los caminos son locales en regular estado: el correo} se recibe de Vitoria, por propio. prod.: toda especie de granos, especialmente trigo y cebada; cria de gaando vacuno, caballar y lanar; caza de perdices y liebres; pesca de tencas. ind.: ademas de la agricultura y ganadería, hay un molino harinero. pobl.: 11 vec., 53 almas. riqueza. y contr.: con su ayunt. (V.)
(Madoz, 1847, p. 407)

Décadas después, ya en el siglo XX, se describe de la siguiente manera en el tomo de la Geografía general del País Vasco-Navarro dedicado a Álava y escrito por Vicente Vera y López:

Lubiano.—Aldea distante de Vitoria 8,520 metros, con 15 viviendas, 8 de dos pisos y 7 de uno, de ellas 2 sin habitar; su población de hecho y derecho es de 63 almas, de las que 34 son varones y 29 hembras. Su parroquia, dedicada á la Asunción de Nuestra Señora, es de categoría rural de segunda clase, y pertenece al arciprestazgo de Armentia; en su término está la ermita de San Juan. Carece de escuela pública y los niños asisten á la de Junguitu, distante 500 metros. Confina, al N., con Ullíbarri-Arrazua; al S., con Matauco; al E., con Mendíjur y al O. con Junguitu. Dentro de la aldea brotan dos fuentes, de las que se surte el vecindario. Las tierras laborables son de mediana calidad y producen cereales, con preferencia trigo, legumbres y hortalizas; cría ganado lanar, vacuno y caballar; posee los montes comunales llamados Aranguren y Aranichi, de 103 hectáreas el primero y 50 el segundo: en ambos crecen robles quejigos. Comunica con Vitoria por un camino vecinal y fué de las aldeas agregadas en 1332. Sus tierras, de mediana calidad, producen cereales y legumbres; también se cría algún ganado de varias clases. Comunica con Vitoria por un camino vecinal, y fué una de las aldeas agregadas en 1332.
(Vera y López, 1915-1921, pp. 353-354)

## Demografía
El concejo cuenta en 2018 con una población de 42 habitantes según el Padrón Municipal de habitantes del Ayuntamiento de Vitoria.
| Gráfica de evolución demográfica de Lubiano entre 2000 y 2018                                            |
| |
| Población (2000-2017) según los censos de población del INE. Población según el padrón municipal de 2018 |

## Cultura

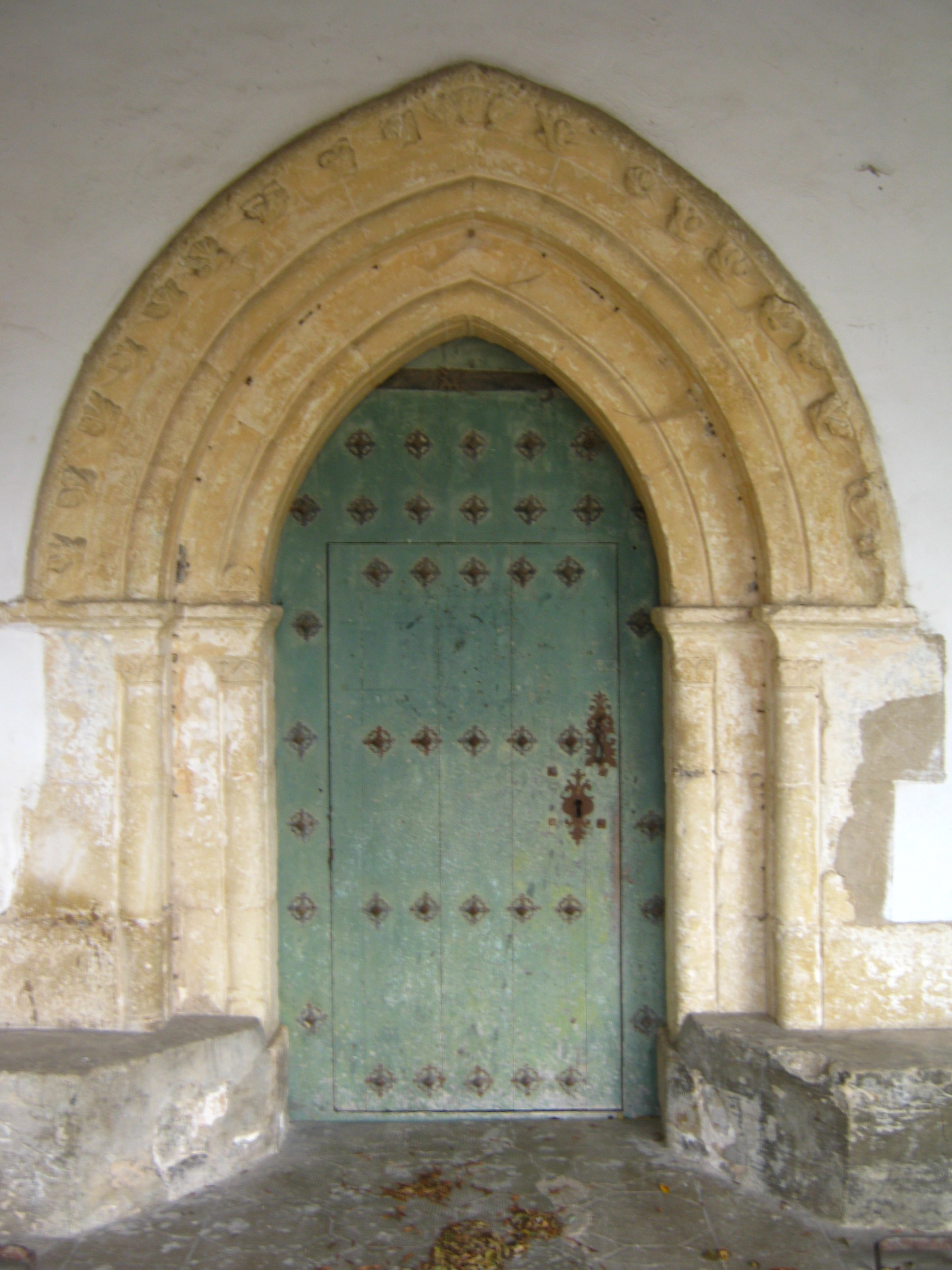
Portada de la iglesia de La Natividad

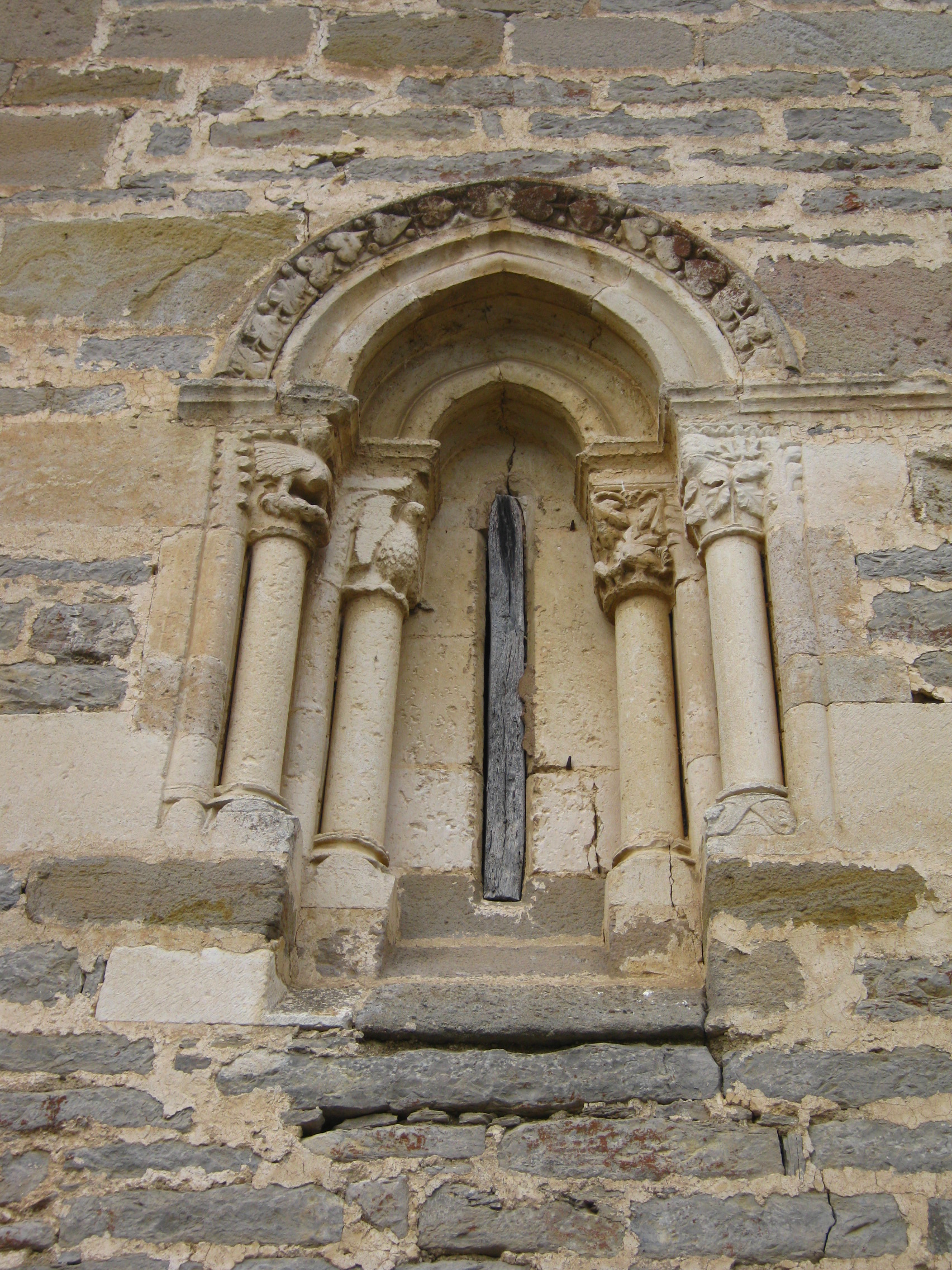
Ventanal de la iglesia

### Patrimonio material
- Iglesia de la Natividad de Nuestra Señora. Fue construida originalmente en el siglo XIII, si bien posee elementos de diversas épocas, datando la torre de 1773. El pórtico, del siglo XIII, es un sencillo arco apuntado. De la época medieval son también los ventanales exteriores de la cabecera, de arco apuntado como la portada y con unos capiteles historiados. El retablo data del siglo XVII.[9]

En el concejo existieron dos torres; la de los Lubiano y la de los Ilárraza, Arbulo, Matauco y Miñano, cuyos blasones figuran en una de las claves de la bóveda de la iglesia. El escudo de los Lubiano se encuentra en una capilla de la parroquia de San Miguel de Vitoria. Estos linajes formaron el entorno señorial de Lubiano pero las torres fueron destruidas por las hermandades durante el reinado de Juan II de Castilla.

### Patrimonio inmaterial
Sus vecinos son conocidos con el apodo de Choromolos o Cholomolos y celebran sus fiestas patronales el 18 de agosto. 